# نماد بازرگانی
نماد بازرگانی یا نشان بازرگانی (به انگلیسی: TradeMark) یا مخفف آن TM گونه‌ای مالکیت فکری است و شامل هرگونه رنگ، تصویر و نشانه‌ای است که نشانگر یک کالا یا خدمت است و برای تمایز آن کالا یا خدمت از دیگر کالاها و خدمات همانند آن، به کار می‌رود. نماد بازرگانی در صورت ثبت شدن دارای اعتبار حقوقی است و تحت حمایت قانون قرار می‌گیرد.

## پیشینه
نشانه‌های تجاری کوزه‌گران در مصر باستان و منطقه کورینت (Corinth) یونان باستان، قدمت استفاده از نشانه به عنوان علامت مشخصه تجاری را به ۴۰۰۰ سال می‌رساند. در حدود دوهزار سال پیش، صنعتگران چینی، نام خود را در داخل یک نیم‌دایره (بعدها مربع) بر پشت ظروف چینی تولیدی خود به عنوان نشانه تجاری بکار می‌برده‌اند. این علایم طی قرون بعد جای خود را به نقش حیواناتی چون زنبور عسل و کَلهِ شیر سپردند.
در قرن دوازدهم میلادی با پیشرفت بازرگانی، نشانه‌های تجاری کم‌کم بر روی اسناد و مدارک بازرگانی نیز نقش بستند. در سال ۱۳۶۳ میلادی، بنا به فرمان ادوارد سوم، (پادشاه انگلستان) استفاده از نشانه‌های تجاری برای برخی از صنعتگران اجباری شد. اولین نمونه استفاده از نشانه تجاری توسط یک ناشر، مربوط به سال ۱۴۵۷ میلادیست.

## اجزای نشانه
به‌طور کلی تمامی نشانه‌های تجاری را از لحاظ اجزای تشکیل دهنده، می‌توان به شش گروه اصلی تقسیم نمود.
1. نشانه‌هایی که شکل اصلیشان را از حروف می‌گیرند. (نشانه شرکت آی‌بی‌ام یا زمزم)
2. نشانه‌هایی که نام (یا محصول) شرکت را به شکلی معما گونه مطرح می‌کنند. برای مثال سه قطعه الماس بکار رفته در نشانه شرکت میتسوبیشی (Mitsubishi) در زبان ژاپنی نمایانگر سه‌گانه (Mitsu) و الماس‌ها (hishi) می‌باشد و به صورت مرکب تلفظ آن تغییر می‌کند.
3. نشانه‌هایی که بر اساس نشانه‌های ترسیمی یا تصوری، نشان‌دهنده نام یا فعالیت شرکت هستند. (هواپیمایی جمهوری اسلامی ایران هما و کانون پرورش فکری کودکان و نوجوانان)
4. نشانه‌هایی که براساس نشانه‌های ترسیمی و حروف طراحی شده‌اند و ترکیبی از انواع یک و سه هستند.
5. نشانه‌هایی که شعار یا پندار جدیدی خلق می‌کنند یا به آن دامن می‌زنند. برای مثال بانکی ژاپنی نماد یک قلب سفید را در مربعی سیاه به عنوان نشانه خود برگزید و بر این اساس بر خدمات صمیمانه خود تأکید نمود.
6. نشانه‌هایی که براساس نشانه‌های ترسیمی و حروف طراحی شده‌اند و ترکیبی از انواع یک و سه و پنج هستند.

## نکات طراحی
در طرح و انتخاب نشانه، باید به هدف شرکت، طبیعت آن، هماهنگی نشانه با رسانه‌هایی که قرار است نشانه در آن‌ها بکار رود، وجوه تمایز آن با نشانه‌های دیگر، قابلیت تشخیص آن از سایر نشانه‌ها، همگامی با زمان، ماندگاری در ذهن، قابلیت جلب اعتماد آن و قابلیت درک توسط فرهنگ‌های گوناگون توجه نمود. همچنین باید دقت نمود که طرح ممکن است پس از الصاق بر محصول، از هر سو و جهتی دیده شود و نباید در جهات دید گوناگون، تأثیر منفی در مخاطب ایجاد نماید. به‌طور کلی مراحل طراحی یک نشانه تجاری به این شرح است:
- درک نظر و خواست سفارش دهنده و مصرف‌کننده
- شناخت و آشنایی با موضوع
- جستجوی اشارات بصری و تصویری درست از مطلب
- ترکیب اشارات در نقش
- تنظیم مجموعه فوق

## تغییر
بسیاری از علایم تجاری در طول زمان تغییر می‌یابند. تغییر نشانه تجاری کوکاکولا از شکل دایره به مربع در اواخر دهه شصت میلادی، یکی از معروف‌ترین این تغییرات بود. در اواخر دهه هشتاد میلادی هواپیمایی ژاپن نیز، نماد خود را از درنای آشنا به کلمه (JAL) تغییر داد. شواهدی وجود دارد که نشان می‌دهد وقتی یک نشانه تجاری تازگی و جلوه خود را ازدست می‌دهد، همگام با تحولات اجتماعی و تغییر سلیقه مردم، تدریجاً تغییر می‌نماید.

## انتقال
از آنجائیکه علامت تجاری به عنوان مال شناخته می‌شود قابل خرید و فروش است. علائم تجاری در قالب یک قرارداد می‌توانند مورد نقل و انتقال قرار گیرند، به عبارت دیگر قرارداد انتقال علامت تجاری قراردادی است که به موجب آن صاحب علامت تجاری به‌طور یک جا حقوق مربوط به علامت را به فروش می‌رساند. این انتقال می‌تواند در مرحله ثبت اظهارنامه یا بعد از ثبت علامت باشد.

## همانندی نمادها
گاهی تشابه میان نشانه‌های تجاری، موجب بروز شک و تردید و حتی گاهی بروز مشکلات حقوقی می‌شود. گاهی ضرورت حفظ سادگی علایم، منجر به همانندی آن‌ها می‌گردد. در اغلب موارد، قوانین کشورهای مختلف، هرگونه مشابهت کلی تصویر، مشابهت ظاهری تصویر، و مشابهت با وجود تفاوت زاویه را ممنوع نموده است.
از سوی دیگر، در طراحی نشانه به دلیل خلاصه بودن و محدودیت طرح، هر تغییر کوچکی سبب ایجاد ویژگی‌ها و فضاهای جدید می‌شود. چنین امری را نباید با سرقت ادبی آمیخت.

## بر پایه کشور

### نشانه‌های بازرگانی در ایران
در سال ۱۳۰۳ خورشیدی، نخستین قانون برای علائم تجاری و صنعتی در ایران وضع شد. این قانون، انحصار علامتهای صنعتی و تجاری را مشروط به ثبت در وزارت تجارت و کسب اجازه استعمال می‌کرد و نشانه‌هایی را که کاربرد آنها به عنوان علامت تجاری ممنوع بود، از این قرار مشخص می‌ساخت: «انواع نشان‌ها و مدال‌های دولتی ایران یا خارجه مگر به اجازه مخصوص مراجع مربوطه، انگهای مخصوص دولتی، عین یا نقش‌های ترکیبی شبیه به بیرق‌های مختلفه ملی و دولتی ایران و خارجه. علائمی که محتمل اختلال انتظامات عمومی و بر خلاف حسن اخلاق یا موهم گمراهی مردم یا تولید رقابت غیرعادلانه بنماید، علائمی که مرکب باشد از ارقام یا کلماتی که معمولاً کمیت یا کیفیت یا نوع مال‌التجاره را مشخص می‌دارد یا عبارت است از اسامی مختلفه جغرافیائی، انواع علائم مذهبی، علامات هیئت‌ها و مؤسسات رسمی مانند شیر و خورشید سرخ و هلال یا صلیب احمر یا نظائر آن».